# Dryocosmus kuriphilus

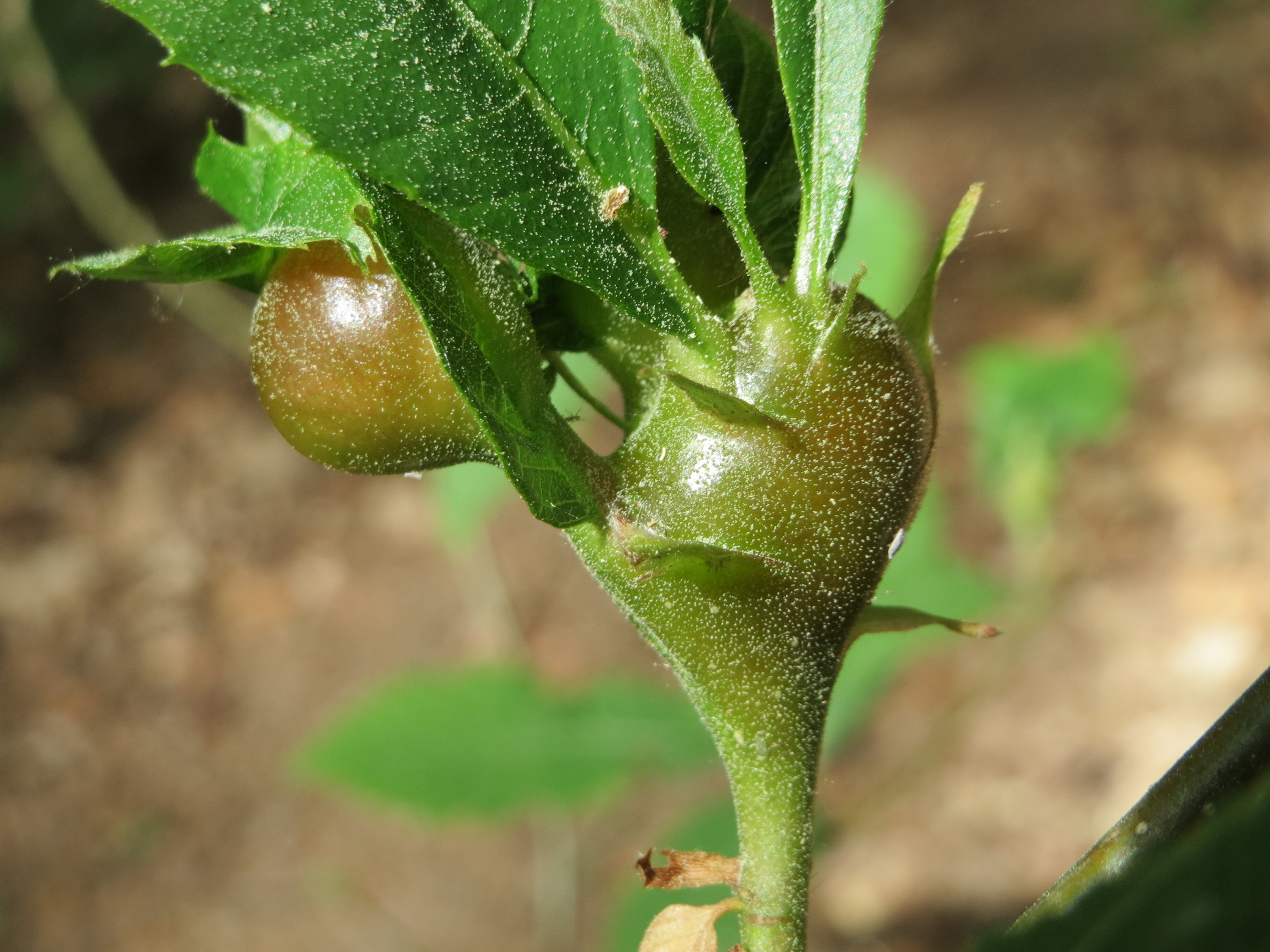
Agallas causadas por Dryocosmus kuriphilus en Castanea sativa

Dryocosmus kuriphilus es una especie de avispa formadora de agallas (cinípidos), conocida comúnmente como avispilla del castaño. Es originaria de China, aunque actualmente se encuentra distribuida por muchas otras partes del mundo, especialmente en el hemisferio norte. Ataca a muchas especies de castaños (género Castanea), incluyendo la mayoría de variedades cultivadas. Está considerada como la peor peste mundial que afecta a los castaños.
En un principio se la consideró una especie perteneciente al género Biorhiza. Posteriormente fue formalmente descrita en 1951 con su actual nombre. Por aquel entonces había invadido los castaños de Japón. Actualmente su distribución abarca diversos países de Asia, América del Norte y Europa
La hembra adulta mide entre 2,5 y 3 milímetros de largo y es de color negro brillante con las patas marrones. Produce unos huevos pedunculados blancos de unos 0,2 milímetros de largo, siendo las blancas larvas de unos 2,5 milímetros. El macho adulto de la especie nunca ha sido observado.
La hembra deposita sus huevos en los brotes de los castaños, llegando a producir alrededor de 100 huevos. La avispa produce huevos fértiles mediante un tipo de partenogénesis conocida como telitoquia, sin la participación de un macho. Las larvas eclosionan pero no se desarrollan inmediatamente, iniciando su crecimiento a la siguiente primavera, cuando comienza el desarrollo de los brotes del árbol. Es entonces cuando las larvas inducen la formación de las agallas, de color verde o rosado y de más de 2 centímetros. Dichas larvas se desarrollan en el interior de la agalla protectora y emergen de ella como adultos. Las agallas se secan y vuelven leñosas, pudiendo resultar muy dañinas para el árbol, interfiriendo la formación del fruto y reduciendo la cosecha más de un 70%.
La presencia de agallas de esta especie también incrementa la probabilidad de que el árbol sea infectado por el cancro del castaño, causado por el hongo Cryphonectria parasitica. Las agallas abiertas dejadas por las avispillas pueden ser usadas como vía de entrada para que el hongo infecte los tejidos del castaño.
Las especies de castaño (género Castanea) afectadas por la avispilla del castaño son C. sativa, C. dentata, C. crenata, C. mollissima, C. seguinii y C. henryi. Por ahora no ha sido observada en C. pumila.
Aunque la avispilla puede volar, se distribuye por nuevos territorios más frecuentemente gracias a actividades humanas, como la plantación de nuevos árboles y el transporte de madera infectada.

## Descripción

### Huevo
La hembra deposita los huevos, de color blanco lechoso y de unos 0,1 - 0,2 mm de largo, sobre brotes nuevos durante junio o julio. Los huevos son pedunculados, es decir, poseen un largo pedúnculo o tallo que los separa de la planta.

### Larva
Las larvas totalmente desarrolladas miden 2,5 mm. De color blanco lechoso, carecen de ojos y patas.

### Pupa
De unos 2,5 mm, de color marrón oscuro o negro.

### Adulto
La hembra adulta de la especie mide entre 2,5 y 3 mm de largo. Su cuerpo es negro, mientras que las patas, escapos y pedicelos de las antenas, ápice del clípeo y mandíbulas son de color marrón amarillento. La cabeza se encuentra finamente esculpida. El scutum (parte anterior del mesotórax), mesopleuron (escleritos laterales del mesotórax) y el gáster están muy pulimentados. El propodeo con tres surcos longitudinales. El propodeo y el pronoto (esclerito dorsal del protórax) fuertemente esculpidos. El scutum presenta dos ranuras uniformemente impresas que convergen posteriormente. Alas anteriores de venación abierta. Antenas con 14 segmentos, con el segmento apical no expandido en forma de maza.
La hembra adulta de D. kuriphilus guarda cierta semejanza con D. cerriphilus, avispilla que parasita al roble. Entre las diferencias entre ambas especies podemos destacar el número de piezas que forman las antenas: 14 en D. kuriphilus y 15 en K. cerriphilus.

## Ciclo biológico
Las hembras de la especie producen huevos fértiles mediante un tipo de partenogénesis conocida como telitoquia, sin la participación de un macho. Las hembras adultas emergen de las pupas entre junio y julio e inmediatamente realizan la puesta de grupos de huevos en los brotes de las plantas de castaño. Los huevos eclosionan aproximadamente un mes más tarde y a continuación las jóvenes larvas penetran en los brotes y construyen cámaras larvales en su interior, dentro de las cuales hibernan. En la siguiente primavera, con el crecimiento de los brotes, las larvas se desarrollan rápidamente e inducen el desarrollo de agallas. Es en el interior de dichas agallas en donde las larvas se desarrollan y transforman en pupas dentro de cámaras.
Esta especie tiene una sola generación por año, a diferencia de otros muchos Cynipidae inductores de agallas en los robles.

## Distribución
Esta especie se encuentra distribuida por varios países de Asia, América del Norte y Europa tal y como se muestra en la siguiente tabla.
| Continente | País            | Estatus                              |
| América    | EE. UU.         | Presente, distribución restringida   |
| Asia       | China           | Presente, extendida                  |
| Asia       | Japón           | Presente, extendida                  |
| Asia       | Corea del sur   | Presente, sin detalles               |
| Asia       | Nepal           | Presente, sin detalles               |
| Europa     | Austria         | Presente, pocos casos                |
| Europa     | Bélgica         | Presente, distribución restringida   |
| Europa     | Croacia         | Presente, distribución restringida   |
| Europa     | República Checa | Temporal, en proceso de erradicación |
| Europa     | Dinamarca       | Ausente, confirmado por sondeo       |
| Europa     | Finlandia       | Ausente, sin registro de peste       |
| Europa     | Francia         | Presente, distribución restringida   |
| Europa     | Alemania        | Presente, distribución restringida   |
| Europa     | Grecia          | Presente, distribución restringida   |
| Europa     | Hungría         | Presente, distribución restringida   |
| Europa     | Italia          | Presente, extendida                  |
| Europa     | Países Bajos    | Presente, distribución restringida   |
| Europa     | Portugal        | Presente, distribución restringida   |
| Europa     | Eslovenia       | Presente, pocos casos                |
| Europa     | España          | Presente, distribución restringida   |
| Europa     | Suiza           | Presente, distribución restringida   |
| Europa     | Turquía         | Presente, distribución restringida   |
| Europa     | Reino Unido     | Presente, pocos casos                |

### Distribución en España
La especie fue localizada por primera vez en 2012 en la zona oeste de Cataluña (comarcas de Alto Ampurdán, Bajo Ampurdán, La Garrocha, Gironés, La Selva, Maresme, Osona, Vallés Oriental). Posteriormente ha sido localizada en Cantabria (2013), Galicia (2014) y Castilla y León

## Medidas de control
Las medidas de control incluyen la poda de brotes infectados y el uso de mallas. Estos métodos no son aplicables a un gran número de plantas, como es el caso de plantaciones comerciales. Los pesticidas nos suelen resultar efectivos debido a que el insecto se halla protegido dentro de las agallas. Un método de control que ha resultado exitoso es la introducción de la avispa Torymus sinensis, de la familia Torymidae. Este parasitoide es usado como un agente de control biológico de plagas contra las avispillas formadoras de agallas en Japón. Existe una investigación en marcha para determinar otras localizaciones donde pudiera ser apropiado liberar este parasitoide. Varios otros parasitoides han sido relacionados con las avispillas formadoras de agallas, incluyendo a los torymidos Torymus beneficus, T. geranii y Megastigmus nipponicus, los ormyridos Ormyris punctiger y O. flavitibialis, y los euritómidos Eurytoma brunniventris y E. setigera. Estas especies no resultan agentes de control efectivos debido a su no muy elevada tasa de parasitismo.